# Siokunichthys nigrolineatus
Siokunichthys nigrolineatus är en fiskart som beskrevs av Dawson 1983. Siokunichthys nigrolineatus ingår i släktet Siokunichthys och familjen kantnålsfiskar. IUCN kategoriserar arten globalt som livskraftig. Inga underarter finns listade i Catalogue of Life.